# Leucesthes margarita
Leucesthes margarita är en fjärilsart som beskrevs av W. Warren 1902. Leucesthes margarita ingår i släktet Leucesthes och familjen mätare. Inga underarter finns listade i Catalogue of Life.